# Abyei
Abyei (în arabă أبيي) este un teritoriu din Africa, situat în partea de vest-nord-vest a zonei Marilor Lacuri Africane. Acest teritoriu, în prezent cu un statut de cvasi-independență, nu aparține nici de Sudan, nici de Sudanul de Sud. Abyei este situat aproximativ la mijlocul graniței centrale dintre Sudan și Sudanul de Sud.

## Clima
Clima este, în ansamblu, secetoasă. Clima țării este de tip tropical-umedă, spre tropical-uscată, partea de nord a acesteia fiind situată chiar în regiunea Sahel. Temperaturile se situează pe parcursul întregului an în jurul valorii de 30-35 grade Celsius, uneori trecând și de 40 de grade Celsius.

## Flora și fauna
Vegetația este alcătuită în totalitate din specii de savană și savană uscată. Cantitatea precipitațiilor netrecând nici măcar în sudul extrem de valoarea de 700–800 mm. anual, flora este una destul de săracă. Sunt prezente numeroase specii de copaci de acacia, pin de Alep etc., în sud, dar și de copaci de gumă arabică în nord. În rest, țara este acoperită de tipicele ierburi înalte de savană, pe alocuri întâlnindu-se diferite tipuri de copaci, din tipurile enumerate sau nu mai sus.
Ca faună, în zonă se întălnesc numeroase specii de lei, tigri, pantere, crocodili (pe malurile râurilor), scorpioni, rozătoare și altele.

## Economia
Abyei este una dintre cele mai sărace țări de pe Pământ.